# Samia rothschildi
Samia rothschildi är en fjärilsart som beskrevs av Watson. Samia rothschildi ingår i släktet Samia och familjen påfågelsspinnare. Inga underarter finns listade.